# Vibrissina mexicana
Vibrissina mexicana là một loài ruồi trong họ Tachinidae.